# Greu de ucis 3
Greu de ucis 3 (în engleză Die Hard with a Vengeance) este un film american de acțiune din 1995, al treilea din seria Die Hard („Greu de ucis”). Protagonistul filmului este Bruce Willis, care îl interpretează pe John McClane, un celebru polițist newyorkez.

## Distribuție
- Bruce Willis - Lieutenant John McClane
- Jeremy Irons - Simon Peter Gruber / Colonel Peter Krieg
- Samuel L. Jackson - Zeus Carver
- Graham Greene - Detective Joe Lambert
- Colleen Camp - Detective Connie Kowalski
- Larry Bryggman - Inspector Walter Cobb
- Anthony Peck - Detective Ricky Walsh
- Nick Wyman - Mathias Targo
- Sam Phillips - Katya
- Stephen Pearlman - Dr. Fred Schiller
- Kevin Chamberlin - Bomb Squad Officer Charlie Weiss
- Richard Russell Ramos - FBI Chief Hugh Prantera
- Charles Dumas - FBI Agent Andy Cross
- Michael Cristofer - CIA Agent Bill Jarvis

În alte roluri
- Richard Council - Otto
- Mischa Hausserman - Mischa
- Phil Theis - Erik
- Robert Sedgwick - Rolf
- Sven Torvaid - Karl
- Timothy Adams - Gunther
- Tony Halme - Roman
- Greg Skrovic - Kurt
- Bill Christ - Ivan
- Gerrit Vooren - Nils
- Willis Sparks - Klaus
- Aldis Hodge - Raymond
- Michael Alexander Jackson - Dexter